# تولید نور
چندین فرایند تعیین‌کننده طیف نور باعث ایجاد تشعشع الکترومغناطیس می‌شوند.

## طیف تشعشع
طیف نوری که از یک جسم ساطع می‌شود شامل رنگ‌ها یا نوارهای رنگی جدا از هم می‌باشد. این از طبیعت تولید نور برمی‌خیزد و نشانه آن است که انرژی نورانی ساطع شده از آن جسم دارای مقداری مشخص می‌باشد.
انرژی تمام سیستم‌ها کوانتایی می‌باشد که این انرژی می‌تواند در بسته‌های جدا از هم جذب یا آزاد شود. انرژی سیستم پس از آنکه انرژی جذب آن سیستم شود افزایش می‌یابد و در مرحله بعدی آن انرژی آزاد می‌شود. مدتی که این انرژی آزاد می‌شود راندوم یا اتفاقی بوده که نشر خودبخودی نامیده می‌شود.
انرژی را می‌توان توسط جریان الکتریکی، نور از منبع خارجی، واکنش شیمیایی یا گونه‌های دیگر به سیستم وارد نمود. بهر حال مشخص شده‌است که یک موج وارده که دارای انرژی معینی است می‌تواند آزاد شدن موجها را از سیستم برانگیخته تحریک کند و باعث آزاد نمودن دو موج شود. به این حالت نشر برانگیخته می‌گویند. این موجها خواص مهمی دارند.
1. همدوس *: موجها به صورت هماهنگ هستند.
2. تک رنگ *: موجها دارای رنگ یکسانی هستند.
3. شدت بالا *: اگر ما به مقدار کافی از این نورهای همدوس تولید کنیم شدت آن بسیار بالاتر از منابع نور غیر همدوس است.
4. واگرایی کم*: لیزر را در مقایسه با نور غیر همدوس به‌وسیله لنز تا قطرهای خیلی کمتری می‌توان باریک نمود.
5. طبیعت ضربانی*: چون انرژی ورودی را در لیزر می‌توان کنترل نمود انرژی خروجی نیز به دنبال آن تغییر می‌یابد؛ اگر برانگیختگی لیزر با پالس‌های کوچک انجام شود لیزر با پالسهای کوچک تولید خواهد شد. این خاصیت خیلی مهم است.

## یادداشت
1. ^ Coherent
2. ^ Monochromatic
3. ^ High Intensity
4. ^ Low divergence
5. ^ Plused nature